# 川本真琴 LIVE 1997 「早退ツアー」
『川本真琴 LIVE 1997 早退ツアー』（かわもとまこと ライブ 1997）は、1997年7月に開催された川本真琴 初のコンサートツアー。

## 概要
『川本真琴 LIVE 1997 早退ツアー』は、1stアルバム『川本真琴』の発売直後に行われた、初のコンサートツアー。

全９公演が行われ、「東京・渋谷公会堂」では２days公演を行った。後に、この日の映像を中心に編集したライブ映像集「LIVE 1997 早退」がリリースされた。

## 日程
1. 新潟フェイズ
日時：1997年7月10日（木）
2. 名古屋クラブ・クアトロ
日時：1997年7月12日（土）
3. 渋谷クラブ・クアトロ
日時：1997年7月14日（月）
4. 大阪心斎橋クラブ・クアトロ
日時：1997年7月16日（水）
5. 東京・渋谷公会堂
日時：1997年7月22日（火）
6. 東京・渋谷公会堂
日時：1997年7月23日（水）
7. 大阪厚生年金会館大ホール
日時：1997年7月28日（月）
8. 福岡メルパルクホール
日時：1997年7月30日（水）
9. 愛知県勤労会館
日時：1997年7月31日（木）

## 映像作品
- LIVE 1997 早退(1997.12.12)(VHS・LD)後にDVD化(2000.7.5)(既に廃盤)　　　※渋谷公会堂2days公演メインの編集版

## パンフレット
- Kawamoto makoto 1997 Concert Tour パンフレット

## 写真集
- x2 川本真琴 写真集　※初ツアーの模様を中心に編成された写真集